# 奧古斯塔 A.103
奧古斯塔 A.103是一款由奧古斯塔研製的單座輕型直升機。該機駕駛艙有一整片玻璃，引擎位於後部，尾槳安裝在封閉式吊桿上。

## 外部連結
- luftfahrt-archiv.de